# Стари Истевник
Стари Истевник (мкд. Стар Истевник) је насеље у Северној Македонији, у источном делу државе. Стари Истевник је у саставу општине Делчево.

## Географија
Стари Истевник је смештен у источном делу Северне Македоније, близу државне границе са Бугарском - 4 km источно од насеља. Од најближег града, Делчева, насеље је удаљено 16 km јужно.
Насеље Стари Истевник се налази у историјској области Пијанец. Насеље се развило у долини речице Лаго, на западним падинама планине Влајне. Источно од насеља тече река Брегалница горњим делом свог тока. Надморска висина насеља је приближно 760 метара. 
Месна клима је планинска због знатне надморске висине.

## Становништво
Стари Истевник је према последњем попису из 2002. године имао 70 становника. 
Претежно становништво у насељу су етнички Македонци (100%). Почетком 20. века четвртину становништва чинили су Торбеши (исламизовани Македонци), али су се они после Балканских ратова иселили у Турску.
Већинска вероисповест месног становништва је православље.